# (21371) 1997 TD28
(21371) 1997 TD28 è un asteroide troiano di Giove del campo greco. Scoperto nel 1997, presenta un'orbita caratterizzata da un semiasse maggiore pari a 5,208913 UA e da un'eccentricità di 0,071438, inclinata di 7,875966° rispetto all'eclittica.